# The Proceedings of the Royal Society of London
Proceedings of the Royal Society a fost o revistă specializată în publicarea de articole din domeniile cele mai variate ale științei, unul din periodicele oficiale ale Royal Society din Marea Britanie în perioada 1854 - 1905.
Prima publicație științifică a Royal Society, apărută în 1800, a fost Abstracts of the Papers Printed in the Phliosophical Transactions of The Royal Society of London. Începând din 1843 titlul a fost schimbat în Abstracts of the Papers Communicated to The Royal Society of London pentru ca în 1854 să devină The Proceedings of the Royal Society of London. 
Numărul articolelelor publicate devenind tot mai mare, din domenii din ce în ce mai variate, începând din 1905 revista s-a scindat în două publicații distincte, în domenii diferite ale științei:
- Proceedings of the Royal Society A (Mathematical, Physical and Engineering Sciences), revistă bilunară specializată în publicarea de articole din domeniul științelor matematice, fizice și inginerești
- Proceedings of the Royal Society B (Biological Sciences), revistă bilunară specializată în publicarea de articole din domeniile cele mai variate ale biologiei.